# Ян Ковалевський
Ян Ковалевський, пол. Jan Kowalewski (23 жовтня 1892, Лодзь — 31 жовтня 1965, Лондон) — польський шифрувальник, математик і лінгвіст, зумів зламати радянські й білогвардійські шифри під час радянсько-польської війни 1919—1921 років. Тривалий час служив у 2-му відділі Генерального штабу Війська польського, дослужився до чину підполковника.

## Молодість
Народився 23 жовтня 1892 року в Лодзі. Закінчив у Лодзі торговельну гімназію. В 1909—1913 роках навчався в Льєжскому університеті (Бельгія), де отримав диплом із технічної хімії. Володів кількома іноземними мовами: німецькою, французькою та російською.
Після початку Першої світової війни мобілізований у російську армію. Був офіцером резерву інженерних військ, в цей час отримав безліч знань, які стали в пригоді йому в подальшій криптографічній роботі.

## 20-річчя між світовими війнами
Після Лютневої революції вступив в штаб 2-го польського корпусу, розташованого в Україні. Входив у Польську військову організацію, керував розвідкою 4-ї дивізії польських стрільців під командуванням генерала Л. Желіговского. Разом із дивізією повернувся в незалежну Польщу в травні 1919 року.
Після повернення на батьківщину — організатор і начальник відділу 2 радіорозвідки Бюро шифрів 2-го відділу Генерального штабу Війська польського в 1919—1924 року. Йому довірено створення групи дешифрувальників при Генеральному штабі. Фактично йому вдалося створити цілу мережу станцій прослуховування радіоповідомлень, пов'язаних з Генштабом за допомогою телеграфу Х'юза. Залучив до участі найвизначніших математиків Польщі.
З серпня 1919 року й до кінця 1920 року польська радіорозвідка перехопила кілька тисяч шифрограм (в основному Червоної Армії), в цілому їх кількість становила влітку 1920 року близько 400—500 на місяць. В архіві польського Бюро шифрів зберігається понад 100 ключів, зламаних з середини 1919 до кінця 1920 року. З плином часу термін злому шифру зменшився з 2 тижнів до 2-3 днів.
Під час Варшавського бою в серпні 1920 року інформація від Ковалевського мала найважливіше значення для стратегічних рішень Пілсудського, що зіграли роль у розгромі армії Тухачевського.
Після закінчення радянсько-польської війни, в березні 1921 року, направлений у Верхню Сілезію разом із низкою інших офіцерів 2-го відділу.
За свої заслуги Ковалевський у 1921 році отримав Срібний хрест ордена Віртуті Мілітарі.
З 1923 року був криптографом на службі Японії, за що отримав вищу нагороду країни — орден Вранішнього сонця.
У 1928 році закінчив Вищу військову школу в Парижі. В 1928—1933 роках — військовий аташе Польщі в Москві. Визнаний «персоною нон грата», був змушений повернутися на батьківщину. Отримав аналогічну посаду в Бухаресті, де працював у 1933—1937 роках.
З 1937 року — начальник штабу Табору національного об'єднання і директор представництва Товариства імпорту стратегічної сировини TISSA, пов'язаного з 2-м відділом.

## Друга світова війна та еміграція
У вересні 1939 року, після евакуації в Румунію, Ковалевський співпрацював у бухарестському комітеті допомоги біженцям, який він очолював. У січні 1940 року переїхав у Францію. Незадовго до поразки Франції евакуювався в червні 1940 року з Парижа й через Іспанію потрапив до Португалії, де став членом комітету в справах біженців, спочатку в Фігейра-да-Фоша, а потім в Лісабоні.
В рамках «Континентальної акції» Ковалевський керував розвідувальними операціями у всій Європі, проводив таємні переговори з представниками Угорщини, Румунії та Італії з питання виходу цих країн із війни. Переговори також стосувалися недопущення відправлення польських сил на східний фронт, допомоги польським військовополоненим на територіях цих держав. Лісабонська група вела закулісні переговори з німецькими антигітлерівськими змовниками.
Дипломатична діяльність Ковалевського, спрямована на розширення контактів між східноєвропейськими сателітами Німеччини й західними державами з метою виведення з перших війни, виявилася багато в чому невдалою через відсутність у західних держав виразної концепції про місце східноєвропейських держав у їх політиці, і, зокрема, в боротьбі проти гітлерівської Німеччини. Гнучкість по відношенню до Італії, Угорщини, Румунії, Болгарії та Фінляндії, на думку Ковалевського, могла б скоротити війну і не допустити подальшого 50-річного домінування СРСР у Східній Європі.
Ян Ковалевський був звільнений з посади 20 березня 1944 року на категоричну вимогу Сталіна, висловлену в грудні 1943 року Черчиллю на Тегеранській конференції.

## Повоєнні роки
Після війни Ковалевський залишився в еміграції у Лондоні. З 1955 року видавав щомісячний журнал East Europe and Soviet Russia, співпрацював із Радіо «Вільна Європа». До кінця життя зберігав ясність думки, продовжував займатися дешифровкою (1963 році йому вдалося дешифрувати зашифровані записи польського революціонера Р. Траугутта). Помер від раку 31 жовтня 1965 року в Лондоні.